# Kołowy Potok
Kołowy Potok (słow. Kolový potok, niem. Pflockseebach) – potok płynący Doliną Kołową w słowackich Tatrach. Jest głównym ciekiem wodnym tej doliny. Wypływa z Kołowego Stawu w tejże dolinie, następnie kieruje się północny zachód w stronę Doliny Zadnich Koperszadów. Wpada do Koperszadzkiego Potoku (płynącego Doliną Zadnich Koperszadów) na wysokości ok. 1280 m n.p.m., jako jego lewy dopływ.
Niekiedy nazwą Kołowy Potok określa się dolny bieg Koperszadzkiego Potoku, poniżej ich spływu.

## Szlaki turystyczne
Czasy przejścia podane na podstawie mapy.
  – od rozgałęzienia ze szlakiem zielonym w Dolinie Jaworowej (potok wpada do Koperszadzkiego Potoku nieopodal szlaku) przez całą długość doliny na Przełęcz pod Kopą. Czas przejścia: 2:30 h, ↓ 2 h